# Leopold August Leo

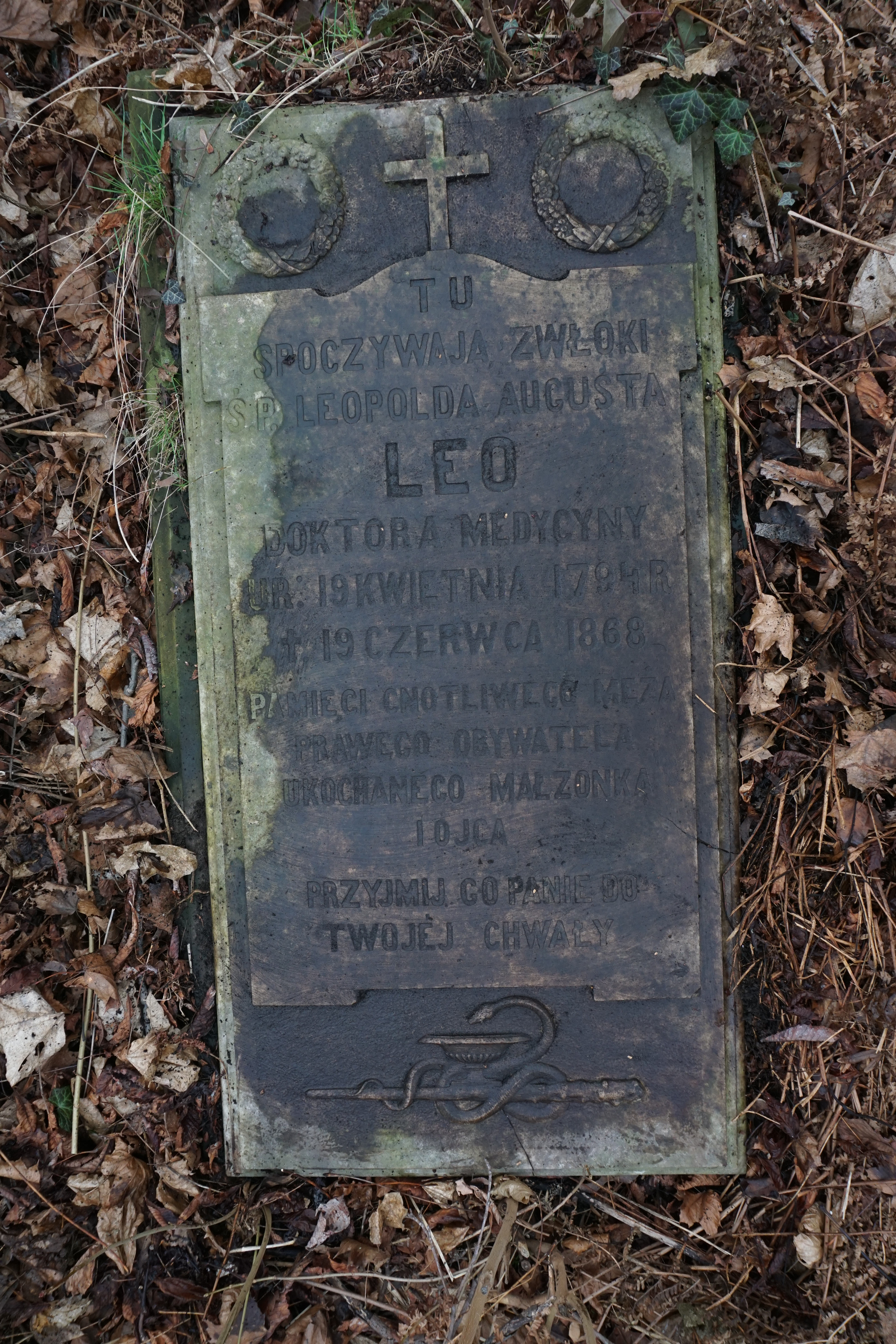
Grób Leopolda Augusta Leo na cmentarzu ewangelicko-augsburskim w Warszawie

Leopold August Leo (ur. 19 kwietnia 1794, zm. 19 czerwca 1868 w Warszawie) – polski lekarz okulista żydowskiego pochodzenia.
Urodził się jako syn Zygmunta i Zofii Hertz. Jego ojciec był właścicielem dóbr Nestelberg pod Królewcem. Wzorem wielu rodzin zasymilowanych Żydów przyjął chrzest w wyznaniu luterańskim.
Leopold August Leo ukończył studia na Uniwersytecie Albertyna w Królewcu i otrzymał tytuł doktora medycyny. Przypuszczalnie w 1815 przeniósł się do Warszawy, gdzie prowadził praktykę lekarską. W latach 1838–1841 był ordynatorem Instytutu Oftalmicznego w Warszawie. Ogłosił liczne prace naukowe.
Poślubił Juliannę Levy-Lion (1801-1861), z którą miał pięcioro dzieci: Józefę Amalię (1824-1902), żonę Stanisława Salomona Kronenberga, Ernestynę Rozalię (1826-1893), żonę Leopolda Kronenberga, Edwarda Wiktora (1828-1901), prawnika i publicystę, Annę (1829-1830) i Ludwika Filipa (ur. 1831).
Został pochowany na cmentarzu ewangelicko-augsburskim w Warszawie (aleja 18, grób 6).